# Distichostemon hispidulus
Distichostemon hispidulus là một loài thực vật có hoa trong họ Bồ hòn. Loài này được (Endl.) Baill. mô tả khoa học đầu tiên năm 1874.